# Eva Lootz
Eva Lootz (Viena, 1940)es una artista plástica austriaca nacionalizada españolaresidente en España desde 1967.

## Biografía
En Austria, Lootz cursa estudios de Bellas Artes, Filosofía, Musicología y se licencia en Dirección de Cine y Televisión. Sin embargo, su trayectoria artística se ha desarrollado principalmente en España. Vive y trabaja en Madrid desde 1965.
Participó en la creación de la revista HUMO junto con Juan Navarro Baldeweg, Patricio Bulnes, Santiago Auserón, Catherine François e Ignacio Gómez de Liaño de la que solo se publicó un número. Más conocida por sus esculturas, Lootz ha trabajado con diferentes lenguajes artísticos como la instalación, el dibujo, el grabado, la fotografía y el vídeo.
Su obra, por lo general instalaciones, suele interpretarse como una reflexión sobre la intervención humana en la naturaleza. Trabaja con materiales como el mercurio, el carbón, la arena o la madera con los que construye un discurso en torno a la memoria, al tiempo y a los problemas esenciales del ser humano. Eva Lootz recibió el Premio Nacional de Artes Plásticas en 1994,y su obra puede encontrarse hoy en prestigiosas colecciones, privadas y públicas.
Ha sido profesora en la Facultad de Bellas Artes de Cuenca en sus primeros ocho años de andadura y ha impartido cursos y conferencias en Facultades de Bellas Artes de España, Suecia y Estados Unidos.

## Estilo artístico
Sus comienzos revelan una voluntad inequívoca de transgredir los límites históricos del arte convirtiendo su obra en huella de un proceso. De esta época proceden sus planchas de materiales efímeros, como algodón, tierra, guata, semillas, recubiertos de parafina y sus trabajos con líquidos aglutinantes como el lacre, las colas sintéticas y la cera. A partir de aquí emprende una reflexión amplia y exhaustiva que aspira a remontarse al origen de la devaluación de la materia con respecto a la idea, devaluación que en la mayoría de las culturas –considera– va en paralelo a la degradación del valor que se concede a la mujer.  En el curso de estas reflexiones estudia los procesos de extracción y tratamiento de minerales y materias primas, las rutas de intercambio, las repercusiones socioculturales, las huellas en el paisaje y en el idioma.

«Quiero terminar animando a todo el mundo a bailar siempre que pueda, a no caer en la trampa del tecno-optimismo que interesadamente nos rodea por todas partes, y hacer transbordo hacia una conciencia expandida, una conciencia abierta al reverso de las cosas y a los restos, a las existencias mínimas y a las semillas, a lo otro y les otres.»
Eva Lootz, entrevista realizada por la Radio del Museo Reina Sofía.

En el curso de esta reflexión estudia los procesos de extracción y tratamiento de minerales y materias primas, las rutas de intercambio, las repercusiones socioculturales, las huellas en el paisaje y en el idioma.

## Obra

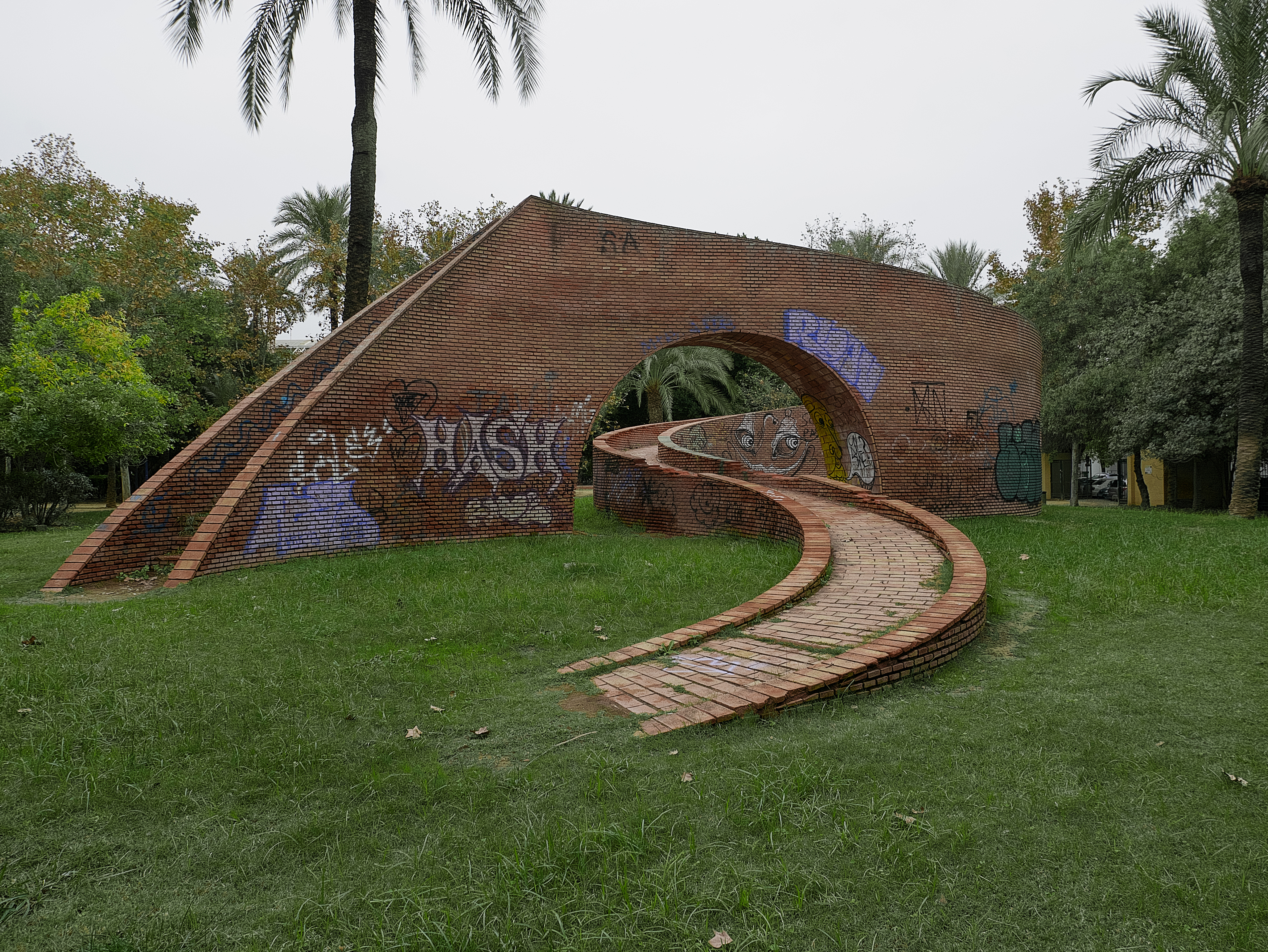
No-Ma-De-Ja-Do, Jardines del Guadalquivir (Sevilla). Su obra en el 2022.

De los años ochenta, son los estudios sobre Almadén, Riotinto, Las Médulas, Rodalquilar y Torrevieja, que tienen su reflejo en obras como Metal, Circuito roto, Bucle infinito, Ruta de la seda, así como las obras que hacen alusión a grandes viajeros: Humboldt, Novalis, Lineo, Hiroshigue.
Siempre atenta a detectar huellas poco visibles, en 1987 expone en la sala Montcada de Barcelona "Noche, decían", obra en la que parte de un hecho de lenguaje - la vecindad fonética de la palabra noche y la palabra ocho en todos los idiomas indoeuropeos -, para poner de relieve mutaciones del pensamiento y de la conciencia. Le siguen "Noche", Arriba y abajo, Canon inverso, No-ma-de-ja-do, Alfombra escrita, Endless Task, Arenas giróvagas entre otras.
En 1981 realiza el cortometraje Oeste para el programa Trazos que dirige Paloma Chamorro en TVE, en la que analizaba el recorrido solar en relación con un barrio.
A partir de A Farewell to Isaac Newton en la South London Gallery, Londres 1994, se deja sentir la preocupación acerca de la progresiva saturación de imágenes del entorno que equivale a su irrelevancia y la devaluación de lo palpable a través de la creciente presencia del ordenador en todos los ámbitos de la vida, a la vez que se intensifica el interés por el psicoanálisis y lo específico de la subjetividad femenina. Ellas, Nudos, La mano de Lineo, Como el silencio de una gran orquesta, Tú y yo 1, Cascada, Danaïdes, La madre se agita, Berggasse 19 y Pequeño teatro de derivas, una serie de fotos en blanco y negro, son obras de este período.
A partir de La madre se agita empieza a incorporar el sonido en algunas de sus instalaciones. Este es el caso de las obras Tú y yo 2, Voces para Zamora y La lengua de los pájaros, exposición que tiene lugar en el Palacio de Cristal del Retiro, organizada por el Museo Nacional Centro de Arte Reina Sofía. Comienza, asimismo, a retomar la actividad cinematográfica a través de la realización de videos, de este periodo son las obras Viajes de arena, Urdilde, Neda, Medardos, No es más que un pequeño agujero en mi pecho, Blind spot, Casting, La postal y A veces después de la lluvia.
Finalmente hay que destacar en la obra de Lootz la importancia del dibujo donde, a la manera de cuadernos de apuntes, refleja sus inquietudes en la publicación de un libro de escritos: Lo visible es un metal inestable (Árdora Ediciones, 2007).
Retomando su primer viaje a Riotinto, en 2016 compone La canción de la tierra, una exposición sobre las materias que hacen y destruyen el mundo, como cobre, la sal, el agua y la electricidad.
En 2018 participó en la exposición colectiva en La NO comunidad, organizada por CentroCentro, del Ayuntamiento de Madrid, con la obra Ella vive en el traje que se está haciendo. La muestra presentaba una mirada poliédrica a la idea de soledad desde el cuestionamiento de la idea de comunidad.
En 2018 su escultura Sin título (1977) formó parte de la exposición El poder del arte, organizada con motivo del 40 aniversario de la Constitución española. Las obras, procedentes del Museo Nacional Centro de Arte Reina Sofía, se ubicaron en las sedes del Congreso de los Diputados y del Senado.
En 2018 participó con otras artistas en la exposición Territorios que importan. Género, Arte y Ecología, organizada por el Centro de Arte y Naturaleza (CDAN) en Huesca, donde se establecía una relación entrelazada del arte contemporáneo, la naturaleza y la perspectiva de género. La exposición reunía un centenar de obras de diferente procedencia y creadas desde los años setenta hasta la actualidad en donde se incluía la obra de Eva LootzLengua de Tierra. 1983.

## Obra en colecciones y museos
Su obra se encuentra representada en numerosas colecciones privadas y de instituciones públicas como: Museo Nacional Centro de Arte Reina Sofía; Museo de Arte Contemporáneo de Barcelona, Barcelona; Museo de Arte Abstracto de Cuenca, Cuenca; Artium, Centro-Museo Vasco de Arte Contemporáneo, Vitoria; Museo de Arte Contemporáneo de Malmö, Suecia; Museo Municipal de Madrid, Madrid; Museo Patio Herreriano, Valladolid; Centro Gallego de Arte Contemporáneo, Santiago de Compostela; Centro Atlántico de Arte Moderno, Las Palmas de Gran Canaria; Centro de Arte Caja de Burgos, Burgos; Fotomuseum, Zarauz; Comunidad Autónoma de la Región de Murcia, Murcia; Asociación Colección Arte Contemporáneo; Biblioteca Nacional, Madrid; Banco de España, Madrid; Banco Exterior de España; Caja de Ahorros de Asturias, Oviedo; Caja de Ahorros de Burgos, Burgos; Colección BBVA, Madrid; The Chase Manhattan Bank, Nueva York, Estados Unidos; Fundació Caixa de Pensions, Barcelona; Fundación Amigos del Museo Nacional Centro de Arte Reina Sofía, Madrid; Fundación Coca - Cola, Madrid; Fundación Juan March, Palma de Mallorca; Fundación Antonio Pérez, Cuenca; Instituto de Crédito Oficial, Madrid; Colección Unión Fenosa, La Coruña; Colección de Arte del Ayuntamiento de Miengo, Cantabria; Colección Martín Blanco, Segovia; Colección Pilar Citoler, Madrid; Santander.

## Exposiciones seleccionadas
Desde 1973 ha expuesto de forma regular tanto en España como en el extranjero y entre sus individuales destacan:
- 1981: Galleriet, Lund, Suecia.[25]
- 1983: Metal, Fundación Valdecilla, Madrid.
- 1987: Nit, deien, Sala Montcada de la Fundació Caixa de Pensions, Barcelona.
- 1990: David Beitzel Gallery, Nueva York, EE. UU. Galería Barbara Faber, Ámsterdam, Holanda.
- 1991: Arenes Girovagues, Tinglado Dos, Tarragona. Intervención en los jardines de la Cartuja, Expo ‘92 Sevilla.
- 1994: A Farewell to Isaac Newton, South London Gallery, Londres, Reino Unido.
- 1996: Caer. Fundación Pilar i Joan Miró, Palma de Mallorca. Esculturas y fotografías, Galería Barbara Farber, Ámsterdam, Holanda.
- 1997: Eva Lootz. La madre se agita, L'Almodí, Valencia. Eva Lootz, Galería Luis Adelantado, Valencia. Itinerancia: Borås Konstmuseum, Borås, Suecia; Lunds Konsthall, Lund, Suecia; Kunsthallen Brandts Klaedefabrik, Odense, Dinamarca.
- 2002: La lengua de los pájaros, Palacio de Cristal del Retiro, Museo Nacional Centro de Arte Reina Sofía, Madrid.
- 2004: Sedimentaciones. Fundació Sa Nostra, Palma, Mallorca. Cuatro Caminos, Sa Nostra, Ibiza. Salario, Sa Nostra, Formentera.
- 2016: La canción de la tierra, Tabacalera-La principal, Madrid.[26]
- Cut Through the Fog (CGAC Santiago de Compostela.
- 2020ː El reverso de los monumentos y la agonía de las lenguas en el Museo Patio Herreriano y Museo Nacional de Escultura de Valladolid.[27]
- 2024ː Entrelazar, arrugar y seguir el hilo en la Sala Kubo Kutxa (San Sebastián, 2024).[28]
- Si aún quieres ver algo La Comunidad de Madrid[29]
- Hacer como quien dice ¿ y esto que es? Museo Reina Sofía de Madrid.[30][31]

## Premios y reconocimientos
- Premio Nacional de Artes Plásticas 1994.[32]
- Premio Arte y Mecenazgo 2013.[33]
- Premio Tomás Francisco Prieto de Medallística 2009.[34]